# 이아생트 리고
이아생트 리고(프랑스어: Hyacinthe Rigaud, 1659년 7월 18일~1743년 12월 29일)는 루이 14세의 궁정화가로 활동하며 루이 14세의 초상화를 다수 제작한 것으로 유명한 프랑스의 바로크 화가이다.

## 생애

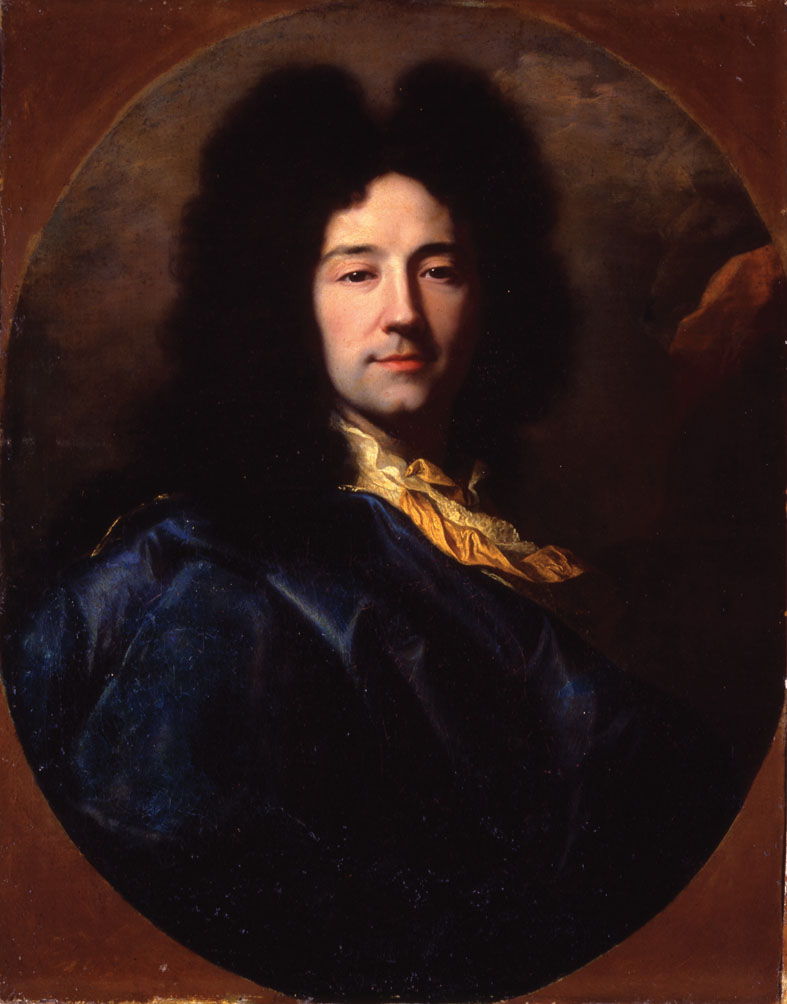
《푸른 코트를 입은 자화상》, 1696년

리고는 스페인이 피레네 조약(1659년 11월 7일)에 따라 페르피냥을 프랑스에 양도하기 몇 달 전, 당시 아라곤 왕국의 일부였던 페르피냥에서 태어났다. 리고의 가문인 리가우(Rigau) 가문은 카탈루냐 출신으로, 리고는 재단사의 아들이었고, 루시용 출신의 화가-금박공의 손자였으며, 화가 가스파르 리고의 형이었다.
리고는 1659년 7월 20일, rue de la Porte-d'Assaut에서 태어난 지 이틀 후, 오래된 페르피냥 생장바티스트 대성당에서 카탈루냐 이름으로 세례를 받았다. 그의 세례명은 'Jyacintho Rigau' 또는 'Jacint Rigau i Ros'였는데 때때로 'Híacint Francesc Honrat Mathias Pere Martyr Andreu Joan Rigau'로 음역된다. 이듬해 11월 7일 피레네 조약으로 인해 루시용주와 세르다냐가 프랑스에 양도된 후, 리가우(Rigau)는 루시용에 남아 프랑스의 지배를 받게 되었다.
리고는 아버지의 작업장에서 재단 기술을 배웠지만, 1671년부터 몽펠리에의 앙투안 랑크 밑에서 화가로서의 기술을 완성했고, 4년 후 리옹으로 이사했다. 그는 리옹에서 플랑드르, 네덜란드, 이탈리아 회화, 특히 루벤스, 반 다이크, 렘브란트, 티치아노의 회화에 관심을 갖게 되었고, 이들의 작품을 수집하기도 했다. 그는 1681년 파리에 도착하여, 1682년에 로마 대상이라는 권위 있는 장학금을 받았지만, 샤를 르브룅의 조언에 따라 장학금에 포함된 로마 유학은 가지 않았다. 리고는 1710년에 왕립 회화 조각 아카데미에 가입하였고, 1735년에 은퇴하기 전까지 아카데미의 수장으로 활동했다.

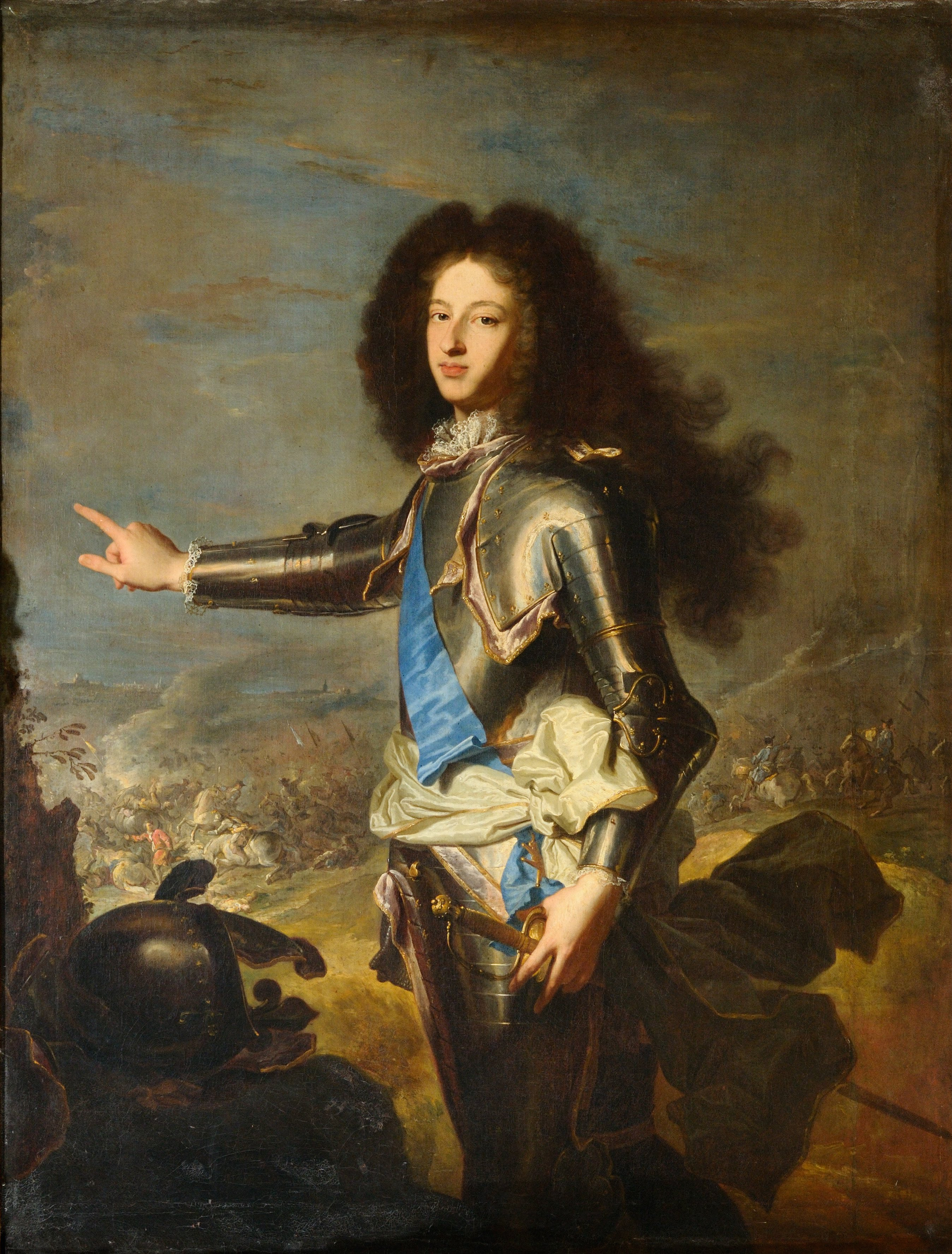
루이 14세(1638~1715)의 손자이자 루이 그랑 도팽(1661~1711)의 아들인 부르고뉴 공작 루이(1682~1712)의 초상, 1700년대 작품, 베르사유궁 소장

리고는 자신의 그림에 작품 속 모델의 의상과 배경의 세부 묘사와 더불어 모델의 모습을 매우 정확하게 담아냈기 때문에, 그의 그림을 통해 당시의 패션을 비교적 정확하게 포착할 수 있다.

## 궁정화가
리고는 루이 14세의 통치 기간 동안 궁정화가로 활동했다. 인상적인 포즈와 웅장한 프레젠테이션에 대한 그의 타고난 소질은 그를 위해 앉아 있던 왕족, 대사, 성직자, 궁정 신하, 금융가들의 취향에 딱 맞았다. 리고는 루이 14세와 그의 아들 그랑 도팽, 루이 14세의 손자(그랑 도팽의 아들) 부르고뉴 공작 루이(프티 도팽이라고도 함), 마지막으로 1715년에 증조부 루이 14세의 뒤를 이어 후임 왕이 되었던 그랑 도팽의 손자(프티 도팽의 아들) 루이 15세까지 4대에 걸쳐 부르봉 왕가의 초상화를 그렸으며 그들의 충실한 지원 덕분에 유명해질 수 있었다. 그는 가장 부유한 계층 뿐만 아니라 부르주아, 금융가, 귀족, 산업가, 정부 장관들 사이에서 핵심 고객을 확보했고, 당시의 모든 주요 대사들과 몇몇 유럽 군주들에게 환심을 샀다. 그의 전작은 거의 1680년부터 1740년까지 프랑스를 움직인 주요 인물들의 완벽한 초상화 갤러리와도 같다. 극히 일부이긴 하지만 그의 작품 중에는 리고의 친구, 동료 예술가 또는 단순한 사업가 등 보다 낮은 신분의 사람들의 초상화도 있다.
- 《루이 14세의 초상화》, 1700년~1701년, 루브르 박물관
- 《루이 14세의 초상화》, 1701년경에서 1702년경, 베르사유궁 아폴로의 방, 리고의 작품 중 가장 유명한 작품으로 알려져 있다.

리고는 현재 파리의 루브르 박물관에 걸려 있는 1701년에 그린 대관식 의상을 입은 루이 14세의 초상화와 루이 14세가 요청하여 현재 베르사유 궁전에 걸려 있는 두 번째 사본 그림으로 가장 잘 알려져 있다.
드니 디드로가 "모든 사람이 공통적으로 사용하는 언어로 작성된 추천서"라고 부른 리고의 진정한 "사진", 초상화 작품은 오늘날 세계 주요 박물관에 소장되어 있다.

## 작품

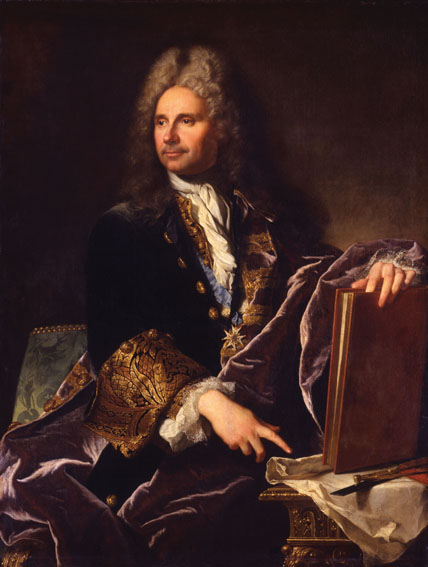
로베르 코르의 초상화, 1713년, 루브르 박물관
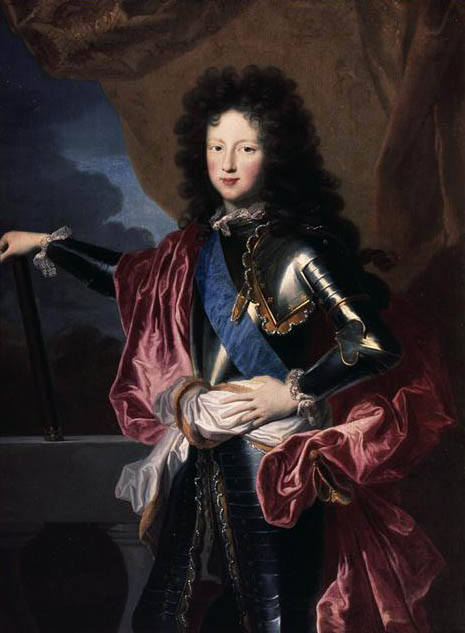
필리프 2세 도를레앙 공작의 초상화, 1689년, 베르사유궁
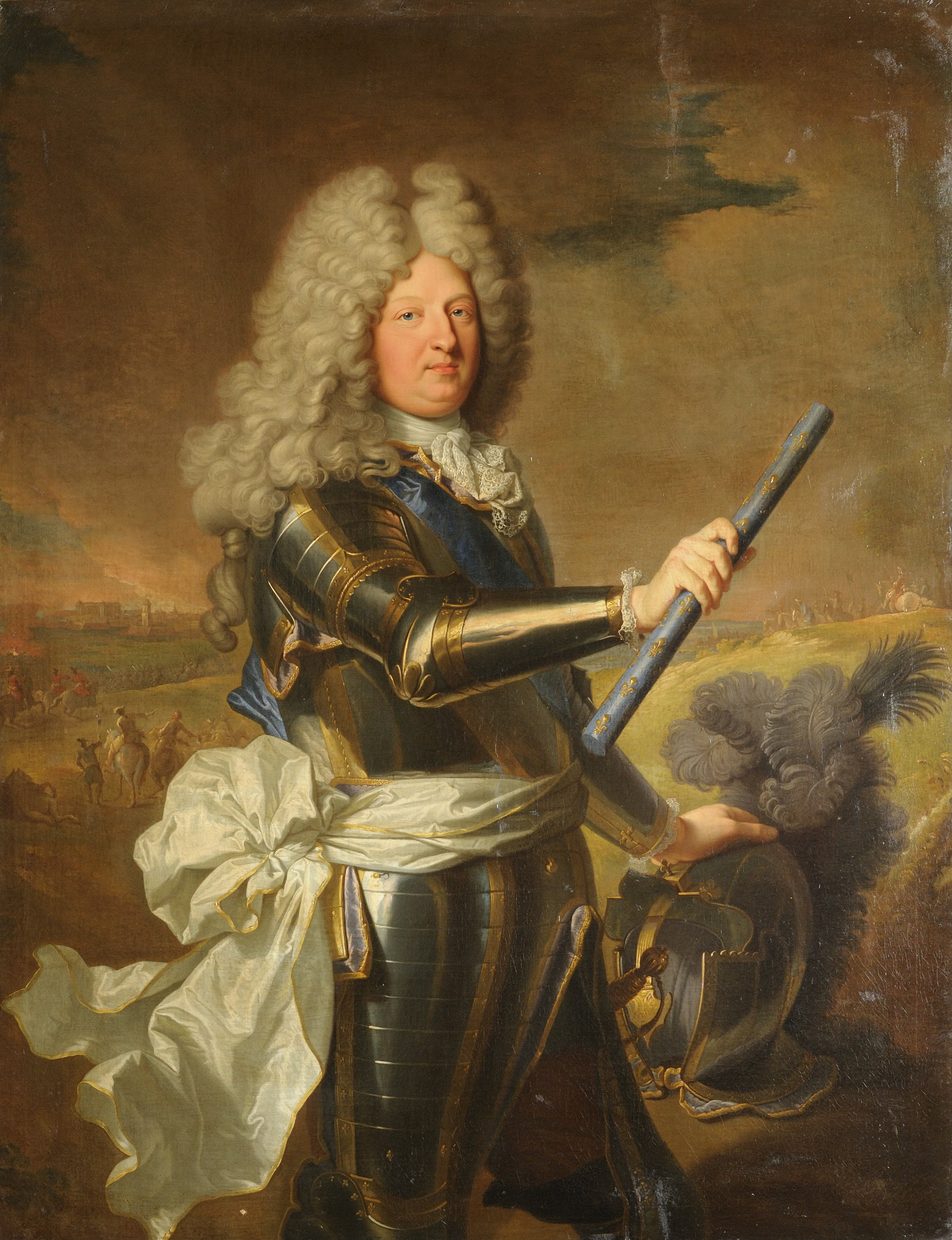
그랑 도팽 루이의 초상화
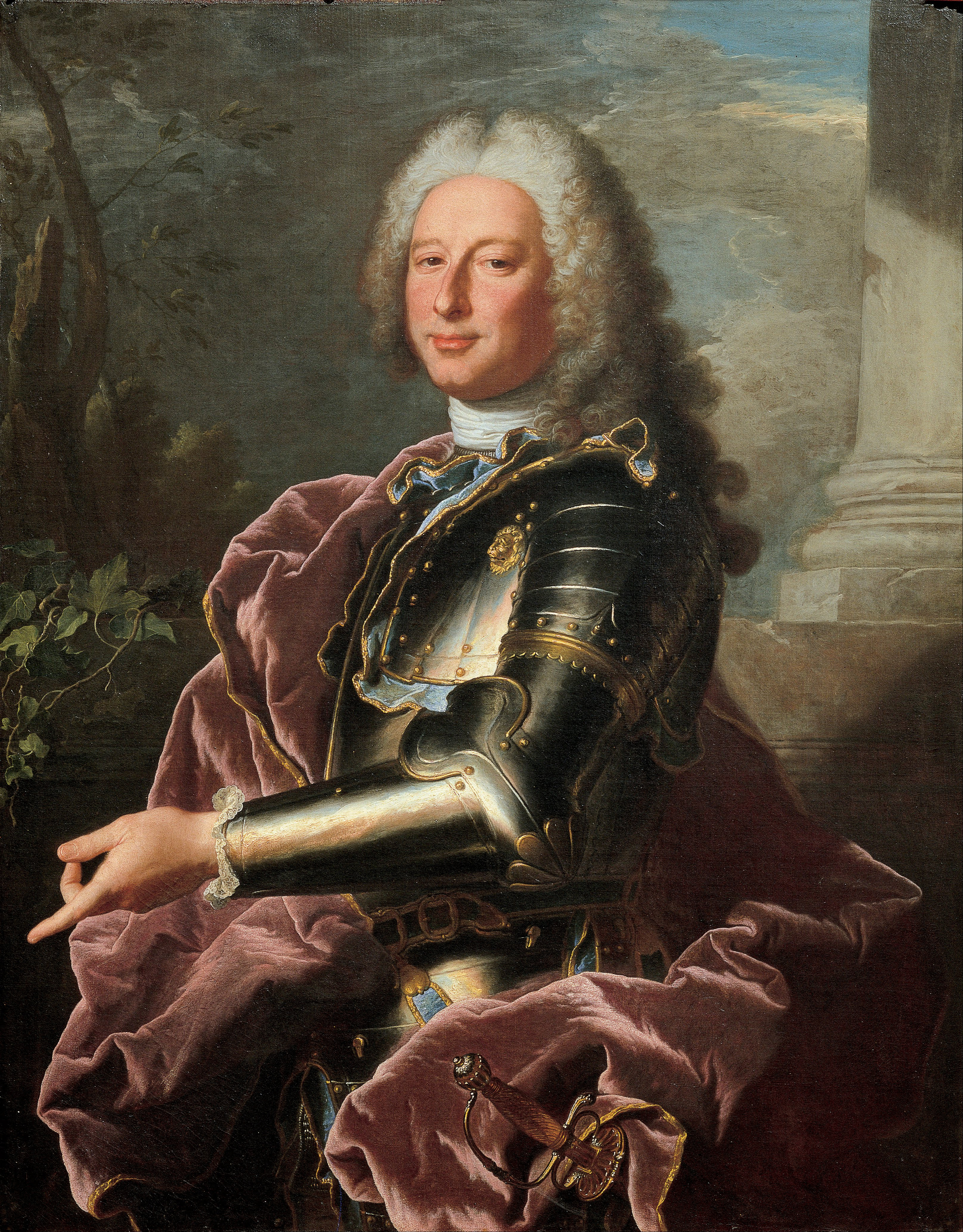
Giovanni Francesco II Brignole Sale의 초상화, 1739년
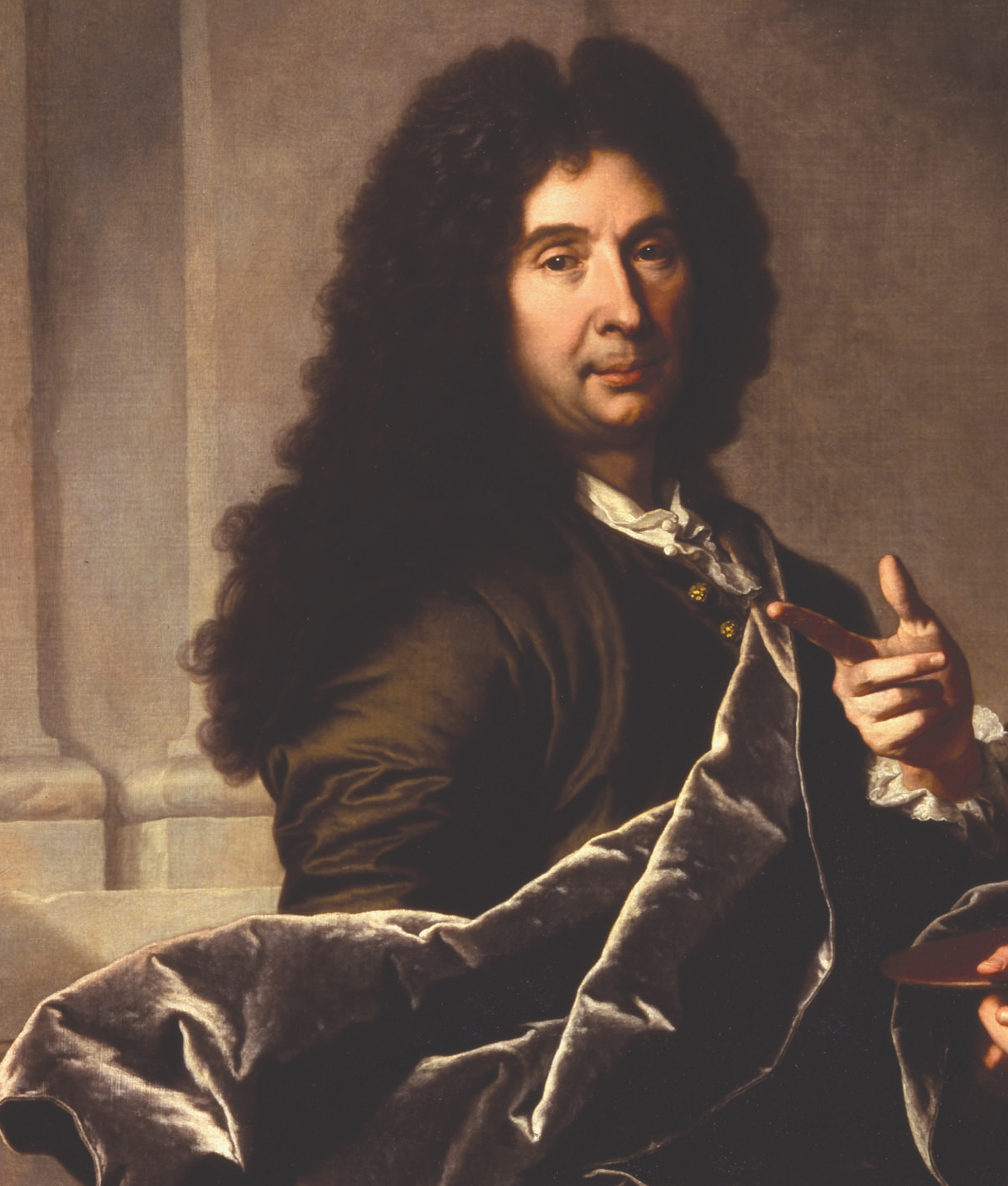
샤를 르브룅의 초상화, 1730년, 루브르 박물관
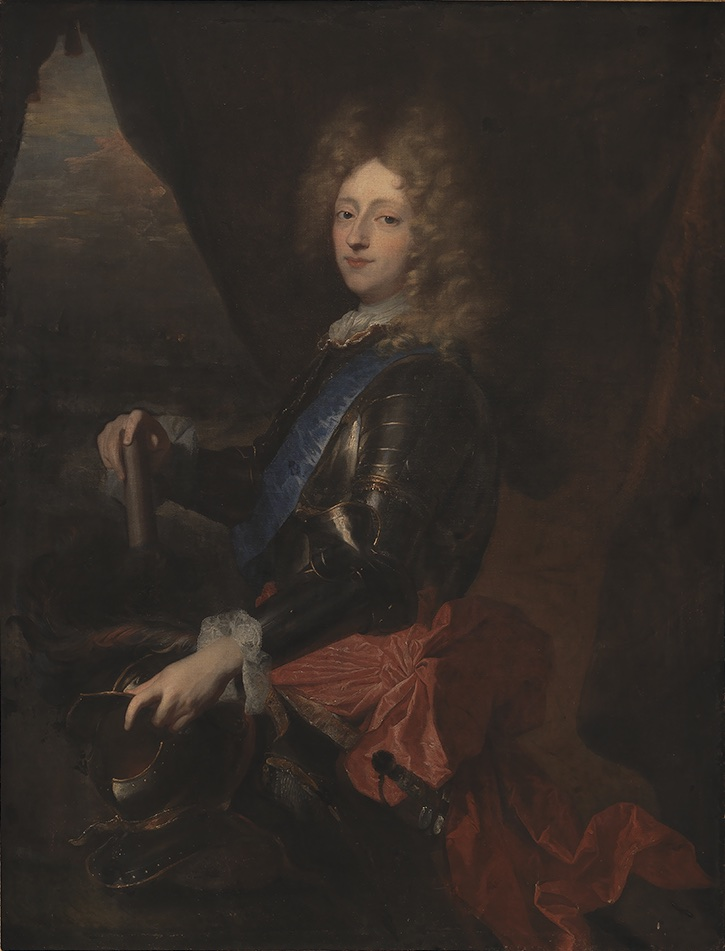
황태자 시절 프레데리크 4세의 초상화, 1693년 2월, 덴마크 국립미술관
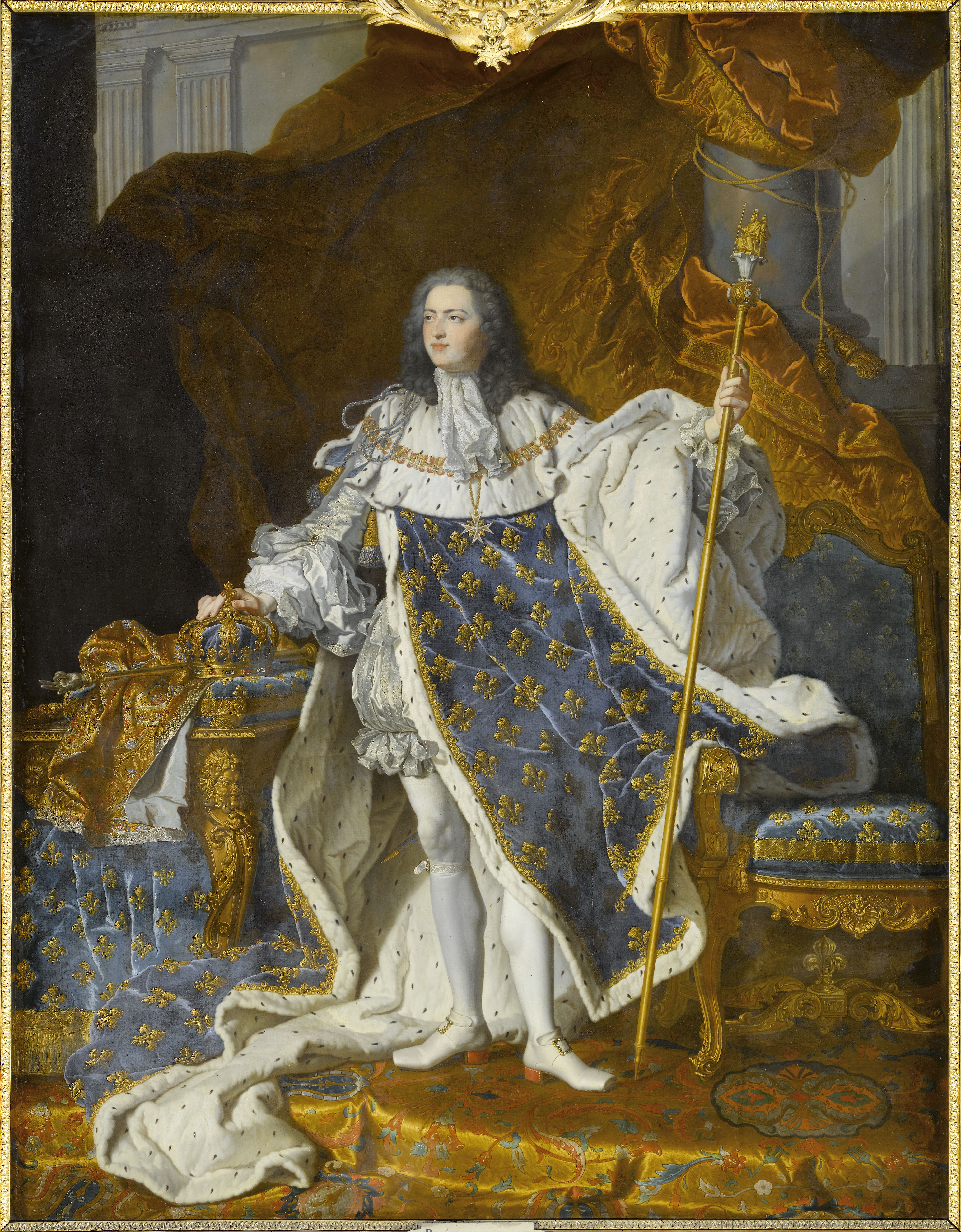
루이 15세의 초상화, 1742년
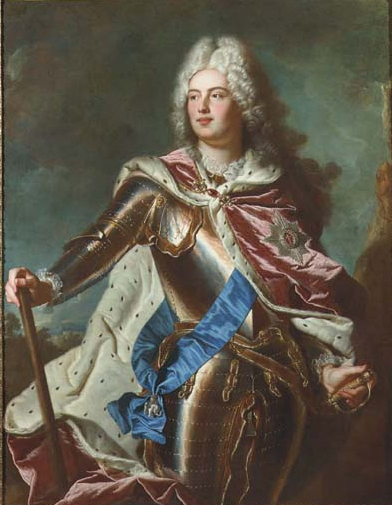
아우구스트 3세의 초상화, 1715년, 모리츠부르크성
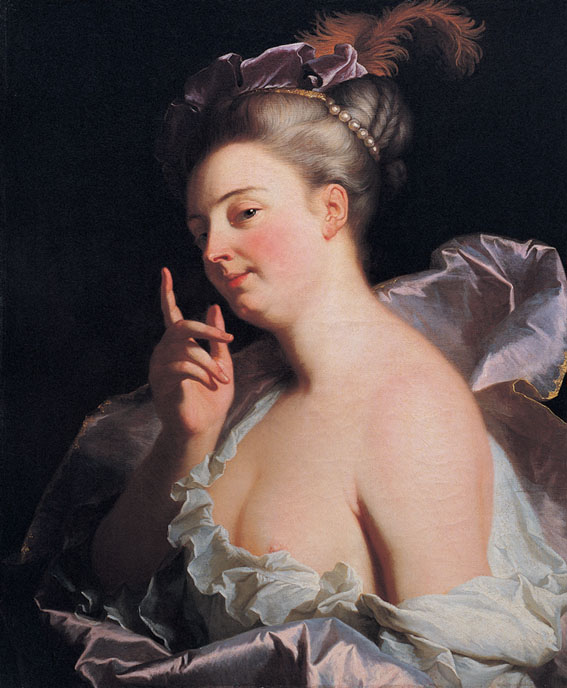
La Menasseuse, 1709년
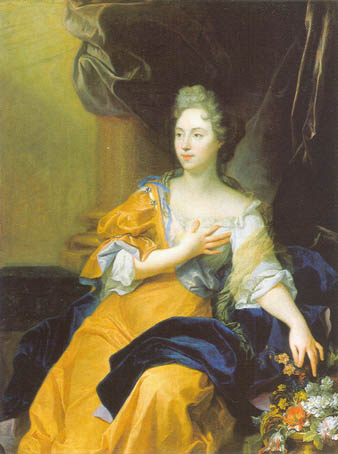
스위스의 조각가 장발타자르 켈러의 아내인 수잔 드 부베르 드 베르나트르의 초상화, 1686년, 취리히 미술관
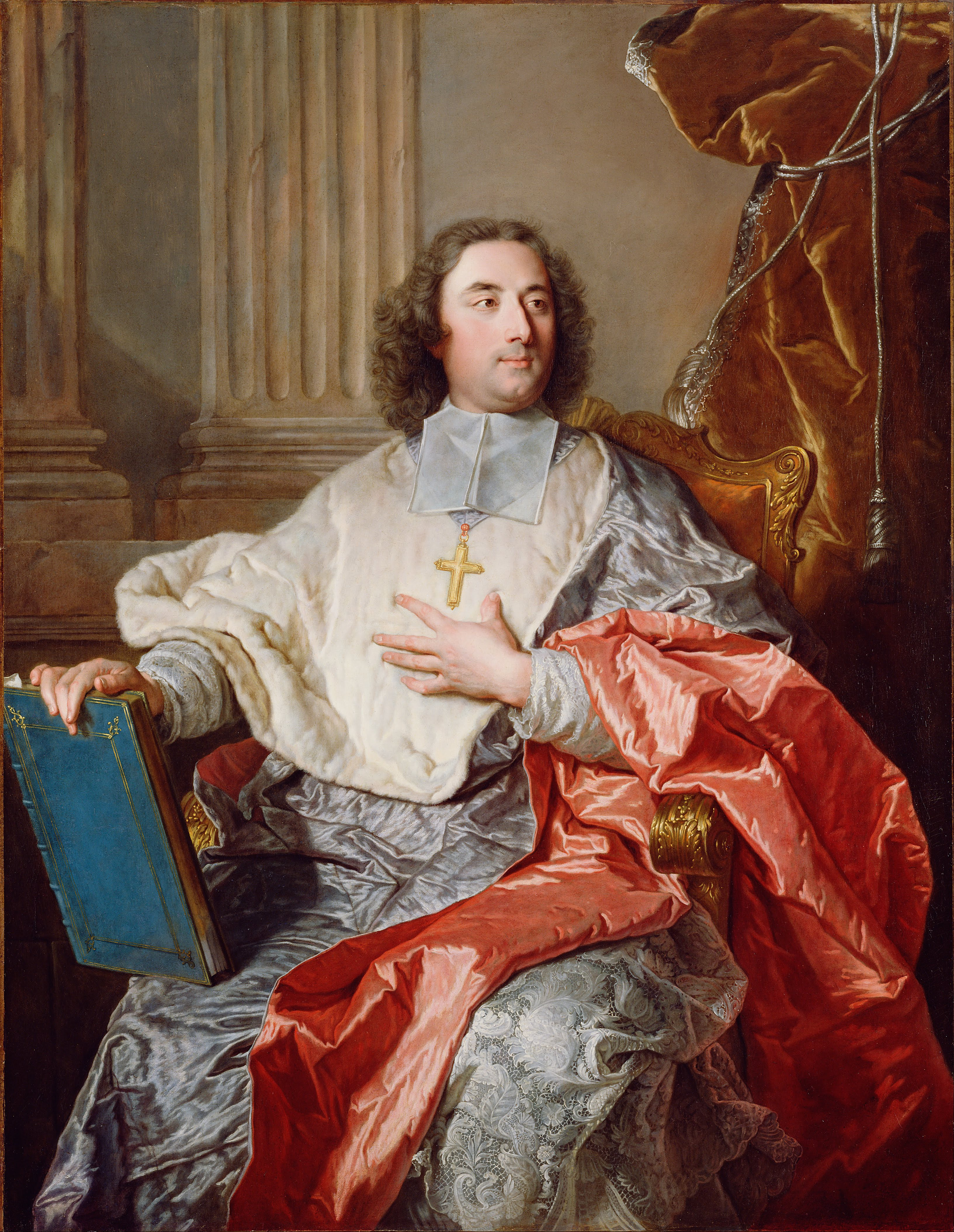
Charles de Saint-Albin의 초상화, 1723년, 게티 센터
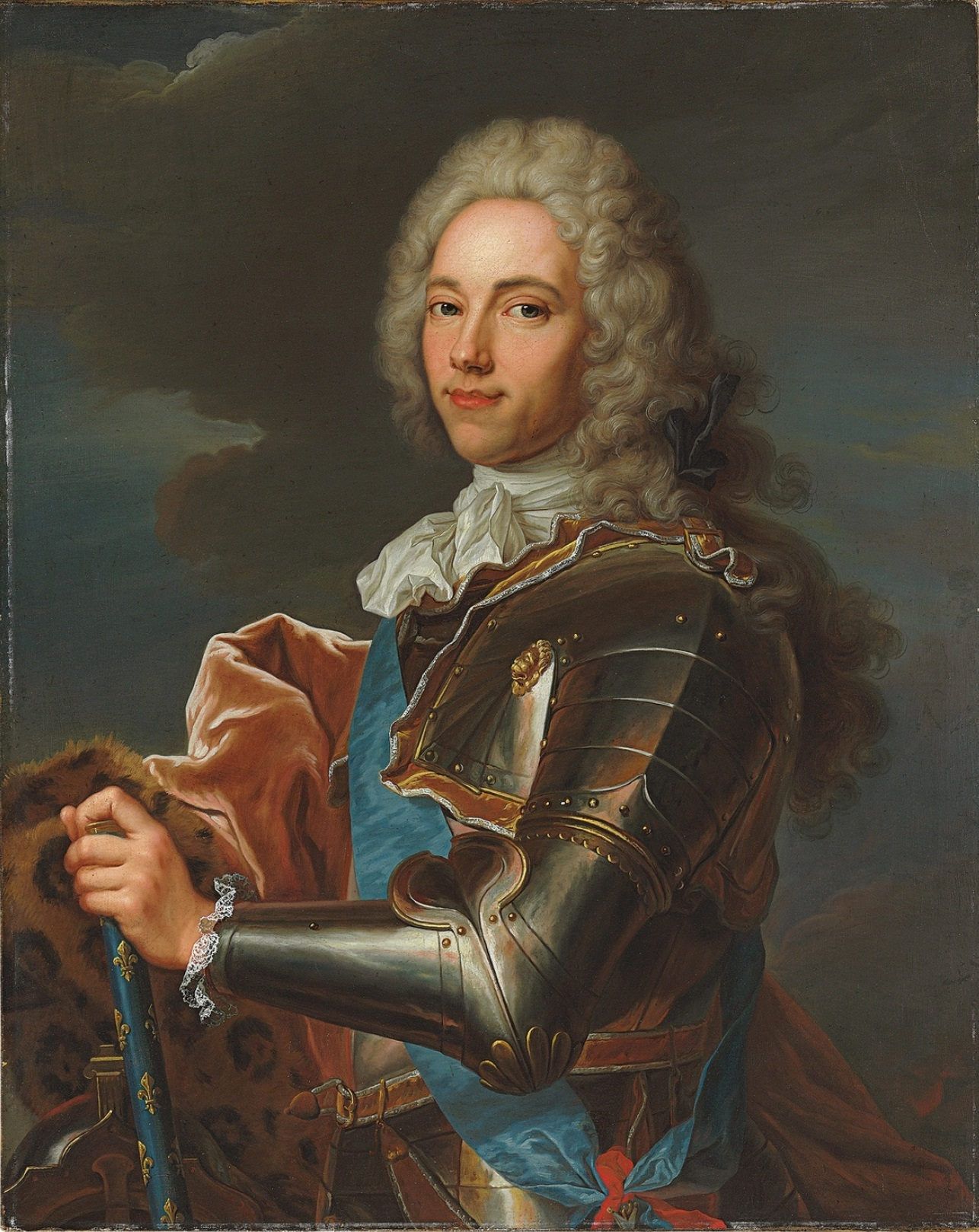
Duke of Broglie의 초상화, 벨벳 안감의 표범 가죽 덮개와 성혼 훈장의 띠가 있는 반 길이의 갑옷을 입고 왼손에는 프랑스 원수의 지휘봉을 들고 있다.
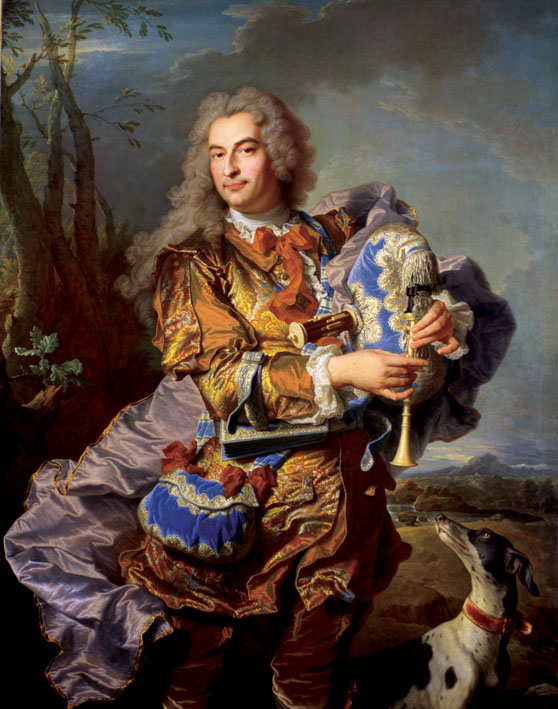
《뮈제트를 연주하는 Gaspard de Gueidan》, 1738년, 그라네 미술관
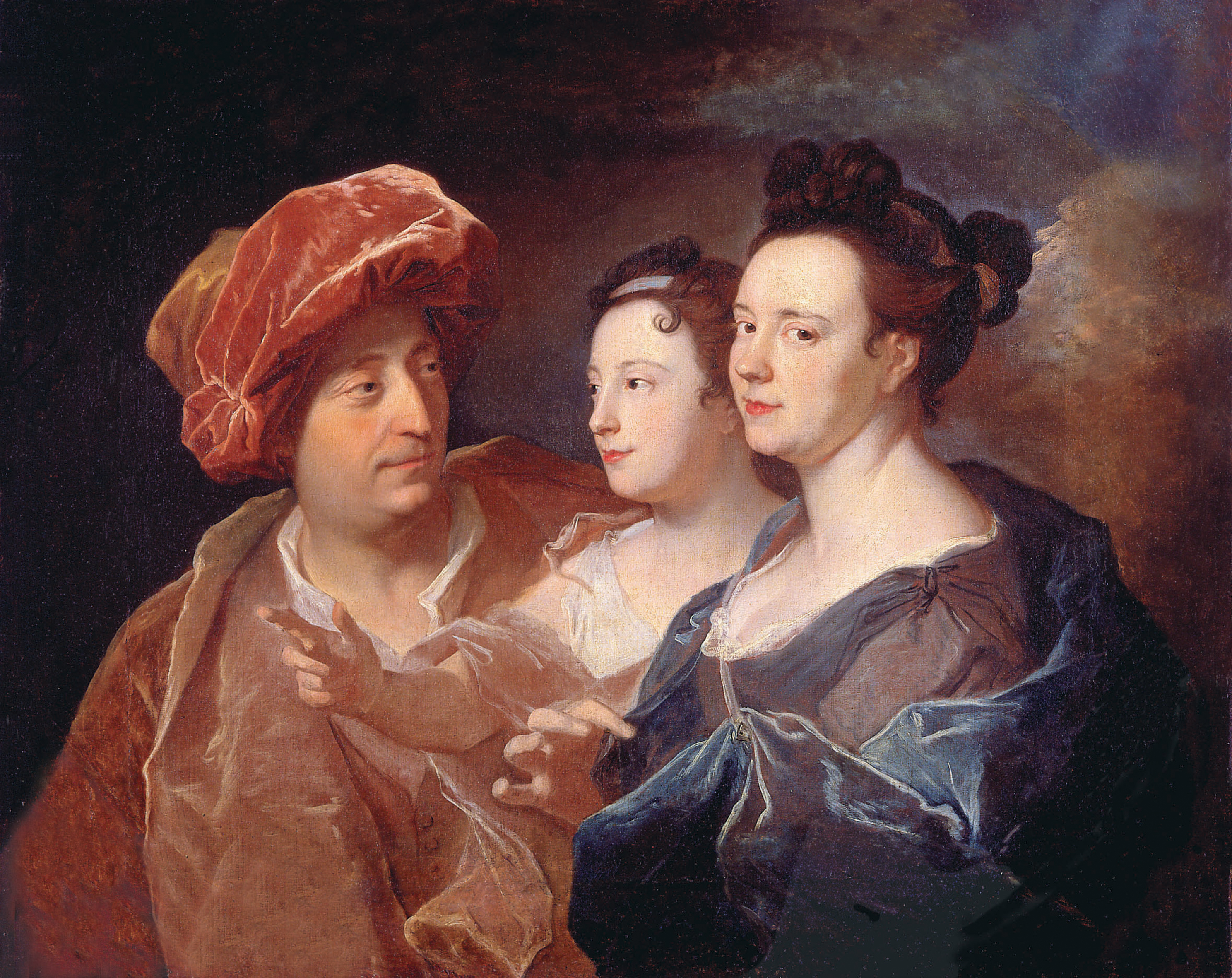
라피트 가족(La famille Laffite), 1694년경, 루브르 박물관
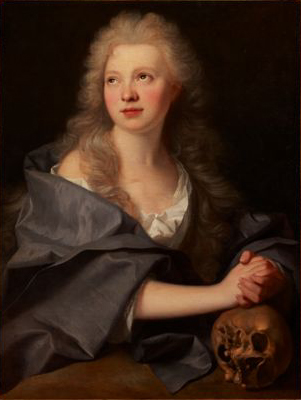
《기도하는 막달라 마리아》, 1710년

## 참조
1. ↑  there are reportedly other names (sources vary): different last names at birth: Hyacinthe-François-Honoré-Mathias-Pierre Martyr-André Jean Rigau y Ros or François Hyacinthe Rigaud, or Hyacinthe Riguad and Hiacint Rigau, different first names at birth: Jyacintho, Francisco, Honorat, Matias, Pere, Martir, Andreu, and Joan